# Because of Love
Because of Love es una canción de la cantautora estadounidense Janet Jackson de su quinto álbum, janet (1993). Fue lanzado en enero de 1994 por Virgin Records como el cuarto sencillo del álbum. La pista es una canción de amor escrita y producida por Jackson, Jimmy Jam y Terry Lewis. Un remix de la canción, Frankie & David Treat Mix, aparece en la segunda compilación de remixes de Jackson, Janet Remixed (1995). Su vídeo musical fue dirigido por Beth McCarthy. 